# 蟹江一平
蟹江 一平（かにえ いっぺい、1976年6月8日 - ）は、日本の俳優、タレント。
東京都出身。現在はフリー。父は俳優の蟹江敬三。姉は女優の栗田桃子。

## 来歴
私立東野高等学校卒。青年座研究所22期卒。1998年4月、劇団青年座に入団。
1999年前期のNHK連続テレビ小説『すずらん』で俳優としてデビューし、映画、テレビドラマなどに地道に出演を続ける。
2014年に死去した父・蟹江敬三の追悼で「二世」としてさまざまなテレビ番組に出演したことを契機に、バラエティ番組でその特異なキャラクターが注目を浴び、タレントとしてバラエティ番組への出演オファーが殺到する。
2015年9月より芸映所属となる。
バラエティ番組や旅番組の旅人、ラジオのパーソナリティ、情報番組・イベントのMC、ナレーションを中心とした活動が続いていたが、2018年4月からの『警視庁・捜査一課長 season3』（テレビ朝日）で約3年ぶりに俳優として再始動する。
私生活では、所属事務所の青年座映画放送で俳優のスケジュール管理などを担当していた3歳年下の女性スタッフと2009年3月に結婚。結婚を決意した経緯について、「いつ死んでもおかしくないという特殊な状況で、人生のギアが入った。撮影が終わったら、プロポーズしようと決心しました」と、映画『劔岳 点の記』の過酷な環境でのロケや山小屋での浅野忠信や香川照之ら既婚の共演者との語らいが結婚を決意するきっかけになったと語っている。
2020年1月23日に、約5年間在籍した芸映から離脱したことを公表した。

## 人物
身長180cm、体重73kg。
好きなミュージシャンはDIR EN GREY 。
趣味は弾き語り、銭湯めぐり、車中泊。Sing（歌う）、Sento（銭湯）、Shachuhaku（車中泊）の頭文字をとった“3Sライフ”が自身の“代名詞”だと語る。
少年時代、悪役を長年演じてきた父・敬三の影響でいじめにあった過去があり、それがもとで父に反抗した時期があった が、親子でバッティングセンターへ行き、黙々とスイングする父の背中を見て、「一番つらい思いをしているのは父だ」と気付いた ことを2007年に『スタジオパークからこんにちは』へ出演した際に告白した。

## 出演

### 舞台
青年座公演
- MANCHURIA－贋・川島芳子伝（新宿紀伊国屋ホール、2000年）
- 悔しい女（下北沢本多劇場、2001年）
- 赤シャツ（2003年）
- 乳房（2003年）
- 友達（2004年）

外部出演
- 東京原子核クラブ（2000年）
- 贋作・桜の森の満開の下（2001年）
- AOI（2003年）
- その河をこえて、五月（2005年）
- 十一匹のネコ（2012年）

### 映画
- すずらん 〜少女萌の物語〜（2000年、松竹）
- 光の雨（2001年、シネカノン）
- 陽はまた昇る（2002年、東映）
- ふくろう（2004年、近代映画協会＝シネマ・クロッキオ）
- 樹の海（2005年、ビターズ・エンド）
- 東京タワー 〜オカンとボクと、時々、オトン〜（2007年、松竹）
- 陸に上がった軍艦（2007年、ピクチャーズネットワーク、映画初主演）
- 哀憑歌 〜CHI-MANAKO〜（2008年）
- イエスタデイズ（2008年）
- 劒岳 点の記（2009年） - 山口久右衛門（測量隊人夫） 役
- はやぶさ 遥かなる帰還（2012年）
- マダム・マーマレードの異常な謎（テレビ東京）
  - 出題編（2013年10月25日公開）
- 春を背負って（2014年）

### テレビドラマ
- 連続テレビ小説（NHK）
  - すずらん（1999年） - 常盤鉄夫 役
  - どんど晴れ（2007年） - 加賀美浩司 役
- 火曜サスペンス劇場（日本テレビ）
  - 「地方記者・立花陽介11」（1998年） - 芳井浩 役
  - 「街の医者・神山治郎2」（2001年） - 田丸洋平 役
  - 監察医・室生亜季子（2002年）
  - 身辺警護11（2002年） - 倉田刑事 役
  - 「屋形船の女3」（2004年） - 立花明 役
- 弁護士高見沢響子2（1999年、TBS系） - 沢口秀行 役
- 袖振り合うも（2000年、NHK）
- 五瓣の椿（2001年、NHK金曜時代劇）
- 壬生義士伝〜新選組でいちばん強かった男〜（2002年、テレビ東京系新春ワイド時代劇） - 河合耆三郎 役
- 年下の男（2003年、TBS系、第1話「娘の秘密、母の秘密」）
- 浅見光彦シリーズ 華の下にて（2004年、TBS系月曜ミステリー劇場）
- 剣客商売（フジテレビ）
  - 第5シリーズ（2004年、第2話「秘密」） - 政吉 役
  - スペシャル「女用心棒」（2006年） - 桶屋の太次郎 役
- はぐれ刑事純情派
  - 第14シリーズ（2001年） - 北村誠二 役
  - 第16シリーズ（2003年） - 木村幸一 役
- 御宿かわせみ第二章（2004年、NHK金曜時代劇、ゲスト出演）
- ドクター小石の事件カルテ（2004年、フジテレビ系金曜エンタテイメント）
- 名司会者・寿鶴子 殺人スピーチ（2005 - 2008年） - 北村徳馬 役
- 終りに見た街（2005年、テレビ朝日系）
- 一週間賃貸集合住宅物語 (2005年、NETCINEMA.TV)
- 黒いバッグの女（2006年、テレビ朝日系）
- 伝説の秋田犬 ハチ（2006年、日本テレビ系DRAMA COMPLEX）
- 結婚式へ行こう!（2006年 - 2007年、TBS系愛の劇場）
- 月曜ゴールデン
  - 弁護士高見沢響子8（2006年） - 石川耕平（巡査）
- 水曜ミステリー9（テレビ東京）
  - 多摩南署たたき上げ刑事・近松丙吉6 仰角の写真（2006年11月14日）- 田中猛刑事 役
  - 農家の嫁は弁護士!神谷純子のふるさと事件簿4 （2009年2月18日）
  - 旅行作家・茶屋次郎10 箱根早川殺人事件（2012年9月19日） - 児玉雄平 役
  - 北海道警事件ファイル 警部補 五条聖子1 過去からの脅迫者（2012年10月24日） - 木原敏也 役
  - 監察医・篠宮葉月 死体は語る14（2014年1月8日） - 三沢直也 役
  - 特命おばさん検事! 花村絢乃の事件ファイル3（2014年9月3日） - 大野清隆 役
- 30億円ダイヤ強奪!保険調査員村木修介の災難（2007年、日本テレビ系火曜ドラマゴールド）
- 夫婦道（2007年、TBS系） - お見合い相手 役
- 3年B組金八先生（2007年、TBS） - 湯山 役
- 土曜ワイド劇場（テレビ朝日）
  - 北多摩署・蟹沢刑事の特捜事件ファイル（2007年8月18日）
  - 検事・朝日奈耀子9（2010年7月17日） - 杉本哲雄 役
  - 人類学者・岬久美子の殺人鑑定1（2010年9月4日） - 鷹取優也 役
  - ヤメ検の女3（2012年7月21日） - 平山雄一 役
  - 森村誠一の終着駅シリーズ26・殺意の奔流（2012年10月27日） - 古川達郎 役
  - おかしな刑事10（2013年4月16日） - 川村啓太 役
  - 東京駅お忘れ物預り所7（2014年4月12日） - 井山吾郎 役
  - 監察官・羽生宗一1（2014年5月10日） - 武藤正彦 役
  - 福原警部5（2014年9月20日） - 川中勉 役
  - 100の資格を持つ女9（2015年1月17日） - 板垣夏樹 役
  - 温泉 (秘) 大作戦15（2015年3月28日） - 姫島翔太 役
  - タクシードライバーの推理日誌38（2015年8月29日） - 田中雄太 役
  - 新・おとり捜査官（2015年9月12日） - 山田悟 役
- 潮風の診療所〜岬のドクター奮戦記〜（2008年6月22日、フジテレビ系） - 塩崎昌之 役
- さすらい署長 風間昭平8 あずさ・松本城殺人事件（2008年7月2日、テレビ東京系） - 高城元久 役
- 相棒 season7 第6話「希望の終盤」（2008年11月26日、テレビ朝日系） - 将棋観戦記者・畑一樹 役
- 肉体の門(2008年12月27日 テレビ朝日系） - 佐々木刑事 役
- 寧々〜おんな太閤記（2009年1月2日、テレビ東京） - 副田甚兵衛 役
- 必殺仕事人2009 第19話「玉の輿」（2009年6月5日、朝日放送） - 喜助 役
- 土曜時代劇 / オトコマエ!2　第2話（2009年9月12日、NHK） - 芳吉 役
- 坂の上の雲（2009年11月29日 - 、NHK）
- スペシャルドラマ「花祭」（2009年10月3日、CBC/TBS） - 及川栄作 役
- 大河ドラマ
  - 天地人（2009年10月25日 - 、NHK） - 本多正純 役
  - 平清盛 第24話（2012年6月17日、NHK） - 原田種直 役
- その男、副署長　第3シリーズ　File.6（2009年11月19日、テレビ朝日系 / 東映）
- 赤かぶ検事 京都篇 第6話「宝くじ殺人事件」（2010年2月17日、TBS） - 阿木秀治 役
- 明日の光をつかめ（2010年、東海テレビ）
- 新・警視庁捜査一課9係 season2 第8話「歩く死体」 （2010年8月18日、テレビ朝日）
- てのひらのメモ（2010年10月23日、NHK） - 和久田（裁判員） 役
- 坂の上の雲 （2010年12月12日、NHK） - 飯田久恒海軍大尉 役
- スペシャルドラマ さよなら、アルマ（2010年12月18日、NHK） - 工藤軍曹 役
- 鬼平外伝 夜兎の角右衛門（2011年） - 信次
- 浅見光彦シリーズ「棄霊島」（2011年5月6日・5月7日、フジテレビ系金曜プレステージ・土曜プレミアム） - 篠原一吉（若年期） 役
- おみやさん 第8シリーズ 第3話（2011年5月12日、テレビ朝日系） - 宮村一茂 役
- 浅見光彦シリーズ「悪魔の種子」（2011年11月18日、フジテレビ系金曜プレステージ） - 西見文明 役
- 陽だまりの樹（2012年、NHK BS時代劇） - 西郷吉之助 役
- ハンチョウ〜警視庁安積班〜 第9話（2012年6月4日、TBS） - 真壁秀樹 役
- 永遠の泉（2012年） - 広野医師 役
- そこをなんとか 第6話（2012年11月25日、NHK BSプレミアム） - 村松陽一 役
- 女タクシードライバーの事件日誌7（2014年9月1日、TBS） - 滝口龍二 役
- サイレント・プア 第8話（2014年5月27日、NHK） - 渡辺寛次 役
- 私は代行屋!3・事件推理請負人 不倫医師殺人!（2014年11月15日、朝日放送、土曜ワイド劇場） - 石倉浩文 役
- 鬼平犯科帳スペシャル〜密告（2015年1月9日、フジテレビ） - 与茂吉 役
- 出入禁止の女〜事件記者クロガネ〜 第4話（2015年2月12日、テレビ朝日） - 那須慎二 役
- アイアングランマ（2015年1月10日 - 2月14日、NHK BSプレミアム） - 佐藤満寿夫 役
- 警視庁捜査一課9係 season10 第8話「3つの捜査線」 （2015年6月17日、テレビ朝日） - 小谷剛 役
- 金曜プレステージ 「所轄刑事10」（2016年12月9日、フジテレビ） - 市村茂 役
- 金曜プレミアム 判事失格!?弁護士夏目連太郎の逆転捜査（2017年3月24日、フジテレビ） - 甲田雅文 役
- 警視庁・捜査一課長 season3 第2話（2018年4月19日、テレビ朝日） - 湯山杉輝 役
- 遺留捜査 スペシャル（2019年10月3日、テレビ朝日） - 梶田一 役

### テレビ番組
- カチンコ!（2006年、テレビ朝日）
- 男自転車ふたり旅（2007年、2008年、NHK総合テレビ）
- きょうの料理スペシャル 「おもいでレストラン バレリーナ・吉田都」（2009年8月26日、NHK教育） - 案内人
- 日経スペシャル 未来世紀ジパング〜沸騰現場の経済学〜（2015年3月30日 - 、テレビ東京） - ナレーション
- 金曜プレミアム・今夜復活!歌がうまい王座決定戦（2015年7月17日 - 、フジテレビ）
- 発見！体感！「会津と越後を結ぶ悠久の流れ　阿賀野川紀行」(2015年）　-　旅人
- 日曜ビッグバラエティ・愛と怒りの1億3千万人大捜査　今、捜したい人!!（2016年3月27日、テレビ東京） - ナレーション
- ひるキュン!（2016年10月 - 、TOKYO MX） - 木曜MC[10]
- ぐるっと四国 軽四キャンピングカーがゆく（2018年4月 - 2019年3月、NHK総合テレビ） - 旅人
- 日経スペシャル ガイアの夜明け - テレ東BIZ配信の特別編「あの主人公はいま」ナレーションを担当

### 吹き替え
- WITHOUT A TRACE/FBI 失踪者を追え! シーズン5 第10話 「天使のささやき」（2010年5月10日、スーパー!ドラマTV）
- JSA (TV版)

### 劇場版アニメ
- コクリコ坂から（2011年）

### ラジオ
- ザ・トップ5（TBSラジオ、2015年10月2日 - 2016年3月18日）
- 蟹江一平 One Night TOKYO（TBSラジオ、2016年4月3日 - 9月25日）
- TOKYO JUKEBOX金曜（TBSラジオ、2016年9月30日 - 2017年3月24日）
- FMシアター「満月の夜」

### 広告
- キョーリン製薬グループ「企業イメージ」（ナレーションのみ）
- 小林製薬「液体ブルーレットおくだけ」